# Lijst van beelden in Westpoort (Amsterdam)
Dit is een (onvolledige) chronologische lijst van beelden in Westpoort (Amsterdam). Onder een beeld wordt hier verstaan elk driedimensionaal kunstwerk in de openbare ruimte van de Nederlandse gemeente Amsterdam, (stadsdeel) Westpoort, waarbij beeld wordt gebruikt als verzamelbegrip voor sculpturen, standbeelden, installaties, gedenktekens en overige beeldhouwwerken.
Voor een volledig overzicht van de beschikbare afbeeldingen zie de categorie Beelden in Westpoort (Amsterdam) op Wikimedia Commons.
| Geplaatst                                        | Omschrijving                                                                         | Kunstenaar                                        | Locatie                                                | Wijk/Buurt     | Materiaal                            | Afbeelding |
| ------------------------------------------------ | ------------------------------------------------------------------------------------ | ------------------------------------------------- | ------------------------------------------------------ | -------------- | ------------------------------------ | ---------- |
| 1983                                             | Visualisatie in opdracht NS voor alle medewerkers aan de bouw van Station Sloterdijk | l’Unisono Charles Marks/Rob Zwartser              | Station Amsterdam Sloterdijk                           | Westpoort      | aluminium                            |            |
| 1989                                             | Kijkende figuur                                                                      | Hans van Meeuwen                                  | Transformatorweg (sinds 1997)                          | Westpoort      | staal                                |            |
| 1996                                             | Het wiel                                                                             | Jeroen Henneman                                   | Kingsfordweg                                           | Westpoort      | roestvast staal                      |            |
| 1998 in 2009 verplaatst naar het Amsterdamse Bos | Carrascoplein (landschapsarchitectuur)                                               | West 8                                            | Carrascoplein                                          | Westpoort      | (divers)                             |            |
| 1999                                             | Statue of No Liberty (Greyman)                                                       | Dadara                                            | Rhôneweg stond eerst op Museumplein                    | Westpoort      | beton in bronzen frame               |            |
| 2003                                             | Mens van Water                                                                       | Maree Blok/Bas Lugthart                           | Arlandaweg                                             | Westpoort      | 150 cirkels koperen waterleidingbuis |            |
| 2005                                             | Maalstroom nr. 1                                                                     | Thomas Elshuis                                    | Piarcoplein                                            | Westpoort      | kunststof                            |            |
| 2007                                             | Plastische tekens in steen (1969)                                                    | Ben Guntenaar                                     | Australiëhavenweg (sinds 2007), daarvoor in Geuzenveld | Westpoort      | steen                                |            |
| 2008                                             | De Lus (1985)                                                                        | André Volten                                      | Radarweg (sinds 2008)                                  | Westpoort      | staal                                |            |
| 2014                                             | Aarde (Brettensuite 17)                                                              | Herbert Nouwens                                   | Australiëhavenweg                                      | Westpoort      | cortenstaal en steen                 |            |
| 2014                                             | Napoleon (Brettensuite 14)                                                           | Herbert Nouwens                                   | Seineweg / begin Brettenpad                            | Westpoort      | cortenstaal                          |            |
| 2014                                             | Atrium (Brettensuite 11)                                                             | Herbert Nouwens                                   | Arlandaweg                                             | Westpoort      | cortenstaal en steen                 |            |
| 2014                                             | Blokken / Vuur (Brettensuite 10)                                                     | Herbert Nouwens                                   | Arlandaweg                                             | Westpoort      | cortenstaal en steen                 |            |
| 2014                                             | Poort (Brettensuite 9)                                                               | Herbert Nouwens                                   | Arlandaweg                                             | Westpoort      | cortenstaal                          |            |
| 2014                                             | Requiem / Ode aan Frans de Wit (Brettensuite 12)                                     | Herbert Nouwens                                   | Fornebukade / Barajasweg                               | Westpoort      | cortenstaal                          |            |
| 2014                                             | Symfonie (Brettensuite 13)                                                           | Herbert Nouwens                                   | Seineweg                                               | Westpoort      | cortenstaal                          |            |
| 2014                                             | 178 Bottles, 1 Message                                                               | Lieuwe Martijn Wijnands Saskia Hoogendoorn        | Orlyplein sinds 2016                                   | Westpoort      | led en staal                         |            |
| 2017                                             | Kussend paar                                                                         | Saske van der Eerden                              | (Nieuwe) Hemweg                                        | Westpoort      | expanded polystyreen                 |            |
| 2018                                             | Mirror, mirror                                                                       | Christopher Gabriel Arnout Hulskamp Jarrik Ouburg | Arlandabrug                                            | Westpoort      | metaalplaat                          |            |
| 2019                                             | Kapkar/GTO-B10                                                                       | Frank Havermans                                   | Basisweg                                               | Westpoort      | staal                                |            |
| 2019                                             | Muurschilderingen Nieuwe Hemweg (Gebouw gesloopt 2023)                               | Saske van der Eerden Leone Schröder               | Nieuwe Hemweg                                          | Westpoort      | verf                                 |            |
| 2020                                             | Berm bunnies                                                                         | Saske van der Eerden                              | Nieuwe Hemweg                                          | Westpoort      | polyester                            |            |
| onbekend                                         | Voetbal                                                                              | onbekend                                          | Spaarnwouderdijk, Sportpark Spieringhorn               | Westpoort      | onbekend                             |            |
| onbekend                                         | onbekend                                                                             | onbekend                                          | La Guardiaweg                                          | Westpoort      | onbekend                             |            |
| onbekend                                         | Rode ring                                                                            | onbekend                                          | Rhôneweg                                               | Westpoort      | cortenstaal                          |            |
| onbekend                                         | onbekend                                                                             | onbekend                                          | Radarweg 29, Millennium Tower                          | Amsterdam West |                                      |            |